# Dansk sygeplejerske i Kenya
Dansk sygeplejerske i Kenya er en dansk dokumentarfilm fra 1980, der er instrueret af Henning Schwarz.

## Handling
En dansk sygeplejerske besøges. Hun arbejder som ulandsfrivillig på et mini-hospital i Turkana i det nordlige Kenya. Hendes kolleger er for tiden på ferie, og alene på hospitalet skal hun - bortset fra at tage sig af de akutte tilfælde - både være administrator og diagnosticere sygdomme, som ikke kendes i Danmark. Sygeplejersken understreger betydningen af, at ulandshjælpen hjælper den lokale befolkning til at hjælpe sig selv og ikke blot bliver en nødforanstaltning. Filmen giver et indblik i, hvordan en ulandsfrivillig arbejder og bor, og der gøres opmærksom på, at ulandsarbejdet kræver en omstilling af de frivillige, der ofte sendes til land med helt andre forhold end dem, de kender i Danmark.